# Карасу (Бокейординський район)
Карасу́ (каз. Қарасу) — село у складі Бокейординського району Західноказахстанської області Казахстану. Входить до складу Ординського сільського округу.
У радянські часи село називалось Ворошилово.
Населення — 254 особи (2021; 462 у 2009, 618 у 1999, 441 у 1989).